# Calathea marantifolia
La bijagua aguastosa (Calathea marantifolia) es una especie fanerógama de la familia Marantaceae, nativa de Sudamérica. 

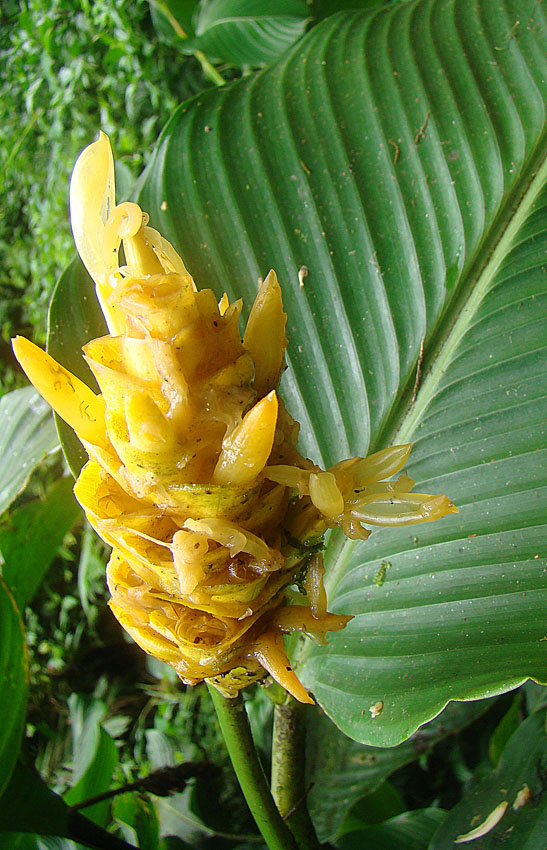
Inflorescencia

## Descripción
Son plantas caulescentes que alcanzan un tamaño de 0.7–2.3 m de alto. Con hojas basales y caulinares, raramente todas caulinares, las láminas de 10–70 cm de largo y 6–37 cm de ancho, ápice obtuso o redondeado a acuminado, verdes en la haz, gris-verdes en el envés; pulvínulo glabro excepto por una hilera de tricomas en la haz, verde-olivo, pecíolo verde, ocasionalmente ausente, vaina glabra excepto en la base, verde o rayada de morado. Inflorescencias elipsoides a cilíndricas, 4–9 cm de largo y 2.5–6 cm de ancho, brácteas 6–33, persistentes, erectas, menudamente tomentosas y densamente aplicado-tomentosas en la base en la superficie externa, menudamente tomentosas en el ápice y glabras hacia abajo en la interna, amarillas, flores cerradas; sépalos 15–30 mm de largo, amarillos; corola crema a dorado pálida, tubo 23–34 mm de largo. Cápsulas obovoides, redondeadas, color paja, sépalos persistentes; semillas grises.

## Distribución y hábitat
Es una especie común que se encuentra en los bosques siempreverdes en las zonas atlántica y norcentral; a una altitud de 0–1100 metros; fl y fr durante todo el año, pero principalmente de ago–mar; en Guatemala a Panamá (no registrada en El Salvador), Colombia y Ecuador.

## Taxonomía
Calathea marantifolia fue descrita por Paul Carpenter Standley y publicado en Journal of the Washington Academy of Sciences 17(10): 250. 1927.
Sinonimia
- Calathea lagunae Woodson
- Calathea violacea var. hirsuta Petersen	[3][4]